# KURI manifesztum
A KURI manifeszum (a Konstruktív, Utilitárius, Racionális, Internacionális kezdőbetűjének összevonásából keletkezett rövidítés) a Bauhaus magyar és szerb növendékeinek és a Gropius építészeti iroda munkatársainak műve volt.  Újvidéken jelentették meg 1922-ben.

## A manifesztum lényege
Az aktivizmus rendszerező szándékához hasonlóan áttekintette a modern művészet irányzatait, sürgette gondolataik szintézisét, az elemzett, szervezett tér fogalmát, mint az építész számára megvalósítandó feladatot, s ehhez fűzték a szigorú funkcionalizmus követelményét, amely különböző formákban tulajdonképpen már a századforduló óta jelentkezett az európai építészetben, s amelyet azonban első terveik még nem valósítottak meg maradéktalanul. 
Az építészek úgy képzelték el, hogy a szükségleteket kifejező ökonomikus, a szerkezeti-matematikus- és a szellemi-tartalmi rész egy alapjegyben, egyazon geometriai formában kifejezhető (ahogyan a képzőművészetben a szuprematizmus a négyzetet, úgy ők a kockát tették alapformájukká), s a „világ-kuri" első kocka alakú házát tervezték. A manifesztum egyik megalkotója, Molnár Farkas, az 1923-i Bauhaus-kiállításon tervek formájában is kiállította Vörös kockaházát mint a KURI megvalósításának egyik lehetőségét. (A 10×10×10 m-es méretű ház inkább szimbolikus jelentőségű, semmint funkcionálisan megoldott építmény). 
A Bauhaus-növendékek kísérleti működése, az aktivista lapokban publikált manifesztumokban megnyilvánuló összefoglaló, integráló, abszolutizáló szándéka jól jellemzi a húszas évekbeli magyar avantgarde-aktivizmusnak a Bauhaus elvekkel való kapcsolatát. A tízes évek „plakát" elvét differenciálták a környezetalakító művészeti ágak és műfajok, de az ezek megújításáért folytatott anyagi, térformálási tapasztalatokat még egy ideig a totális világalakító szándékok foglalták keetbe. A másik képviselt szempontjuk az aktuális történelemmel való konok szembeszegülésük, és olyan elképzelések hangoztatása, mint „világ-kuri”, ˝világállam˝ vagy – nem kevésbé merész tervként – a ˝„Közép-európai Egyesült Államok”. (ez utóbbi a pozsonyi Tűz című lap beköszöntőjében).